# Discografie van Yade Lauren
Hieronder volgt de discografie van de Nederlandse zangeres Yade Lauren, met name haar albums en haar nummers met een notering in een hitlijst. 

## Albums
| Album      | Verschijnen | Label     | Hitlijsten | Hitlijsten | Hitlijsten | Hitlijsten | Opmerkingen                     |
| Album      | Verschijnen | Label     | BE (VL)    | BE (VL)    | NL         | NL         | Opmerkingen                     |
| Album      | Verschijnen | Label     | Piek       | Weken      | Piek       | Weken      | Opmerkingen                     |
| ---------- | ----------- | --------- | ---------- | ---------- | ---------- | ---------- | ------------------------------- |
| Reflecties | 29 mei 2020 | Top Notch | 94         | 44         | 12         | 181        | Studioalbum / Goud in Nederland |

## Nummers met een notering in een hitlijst
| Lied                                                           | Verschijnen       | Album                           | Hitlijsten | Hitlijsten | Hitlijsten  | Hitlijsten  | Hitlijsten   | Hitlijsten   | Opmerkingen                |
| Lied                                                           | Verschijnen       | Album                           | BE (VL)    | BE (VL)    | NL (Top 40) | NL (Top 40) | NL (Top 100) | NL (Top 100) | Opmerkingen                |
| Lied                                                           | Verschijnen       | Album                           | Piek       | Weken      | Piek        | Weken       | Piek         | Weken        | Opmerkingen                |
| -------------------------------------------------------------- | ----------------- | ------------------------------- | ---------- | ---------- | ----------- | ----------- | ------------ | ------------ | -------------------------- |
| Invitation (met Yellow Claw)                                   | 15 juli 2016      | Los Amsterdam (van Yellow Claw) | tip        | —          | tip8        | —           | 82           | 9            | Goud in Nederland          |
| Langs je werk (met Jonna Fraser)                               | 14 oktober 2016   | Blessed (van Jonna Fraser)      | —          | —          | —           | —           | 41           | 3            |                            |
| Love & war (met Yellow Claw)                                   | 11 november 2016  | Los Amsterdam (van Yellow Claw) | —          | —          | 32          | 7           | 38           | 7            | Dancesmash                 |
| Gold chain (met Josylvio en Kevin)                             | 23 februari 2018  | Hella cash (van Josylvio)       | —          | —          | —           | —           | 27           | 3            |                            |
| I want you (met Jonna Fraser en Idaly)                         | 26 oktober 2018   | Lion (van Jonna Fraser)         | —          | —          | —           | —           | 32           | 4            |                            |
| Ze kent mij (met Snelle)                                       | 25 oktober 2019   | Vierentwintig (van Snelle)      | tip29      | —          | 19          | 9           | 5            | 29           | Platina in Nederland       |
| Papa                                                           | 11 maart 2020     | Reflecties                      | —          | —          | —           | —           | 79           | 1            |                            |
| Kalmeer (met Jonna Fraser)                                     | 7 mei 2020        | Calma (van Jonna Fraser)        | —          | —          | —           | —           | 50           | 2            |                            |
| Magisch                                                        | 29 mei 2020       | Reflecties                      | —          | —          | —           | —           | 96           | 2            | Platina in Nederland       |
| Mij niet eens gezien (met Kris Kross Amsterdam en Lil' Kleine) | 24 juli 2020      | —                               | —          | —          | 19          | 6           | 4            | 19           |                            |
| Als ik je niet zie (met Kevin)                                 | 7 augustus 2020   | Animal stories (van Kevin)      | tip27      | —          | 29          | 3           | 2            | 48           | Dubbelplatina in Nederland |
| Praat met mij (met Kevin en Idaly)                             | 9 juli 2021       | Grote versnelling (van Kevin)   | —          | —          | tip3        | —           | 10           | 18           | Goud in Nederland          |
| Goed genoeg (met Ronnie Flex)                                  | 27 juli 2021      | Altijd samen (van Ronnie Flex)  | —          | —          | tip9        | —           | 8            | 13           | Goud in Nederland          |
| Samen (met Kevin)                                              | 10 september 2021 | Grote versnelling (van Kevin)   | —          | —          | tip1        | —           | 4            | 21           | Goud in Nederland          |
| In de nacht                                                    | 22 oktober 2021   | —                               | —          | —          | tip1        | —           | 1 (1 wk)     | 25           |                            |
| Toxic                                                          | 3 juni 2022       | —                               | —          | —          | tip23       | —           | 29           | 5            |                            |
| Wild things (met Latifah en SRNO)                              | 3 juni 2022       | —                               | —          | —          | —           | —           | 58           | 3            |                            |
| Swim deep (met Cho en Kevin)                                   | 23 september 2022 | —                               | —          | —          | tip6        | —           | 9            | 9            |                            |
| Trust (met Kevin)                                              | 28 april 2023     | Wonderland (van Kevin)          | —          | —          | 19          | 5           | 1 (1 wk)     | 15           | Goud in Nederland          |